# Geelkeelschildhagedis
De geelkeelschildhagedis (Gerrhosaurus flavigularis) is een hagedis uit de familie schildhagedissen (Gerrhosauridae).

## Naam
De soort werd voor het eerst wetenschappelijk beschreven door Arend Friedrich August Wiegmann in 1828. Er worden ook wel andere namen gebruikt zoals geelkeelschorshagedis. De wetenschappelijke soortaanduiding flavigularis betekent letterlijk 'met gele keel' in het Neolatijn.

## Uiterlijke kenmerken
De hagedis is eenvoudig te herkennen aan de bouw in combinatie met de kleur; meestal is de basiskleur lichtgroen tot groenbruin met een smalle gele flankstreep en een rode of gele keel die bij de mannetjes in de paartijd feller van kleur is. De soort kan ongeveer 45 centimeter lang worden maar ruim de helft daarvan bestaat uit de lange staart. Het is een slangachtige hagedis met duidelijk kleinere pootjes, een langgerekt lichaam en kleine kop. Op de rug zijn in de breedte 31 tot 38 rijen schubben aanwezig. Hiermee is de hagedis te onderscheiden van gelijkende soorten.
De juvenielen zijn te herkennen aan de felle strepen aan weerszijden van de flanken en de dunne gele dwarsbanden aan de flanken.

## Verspreiding en habitat

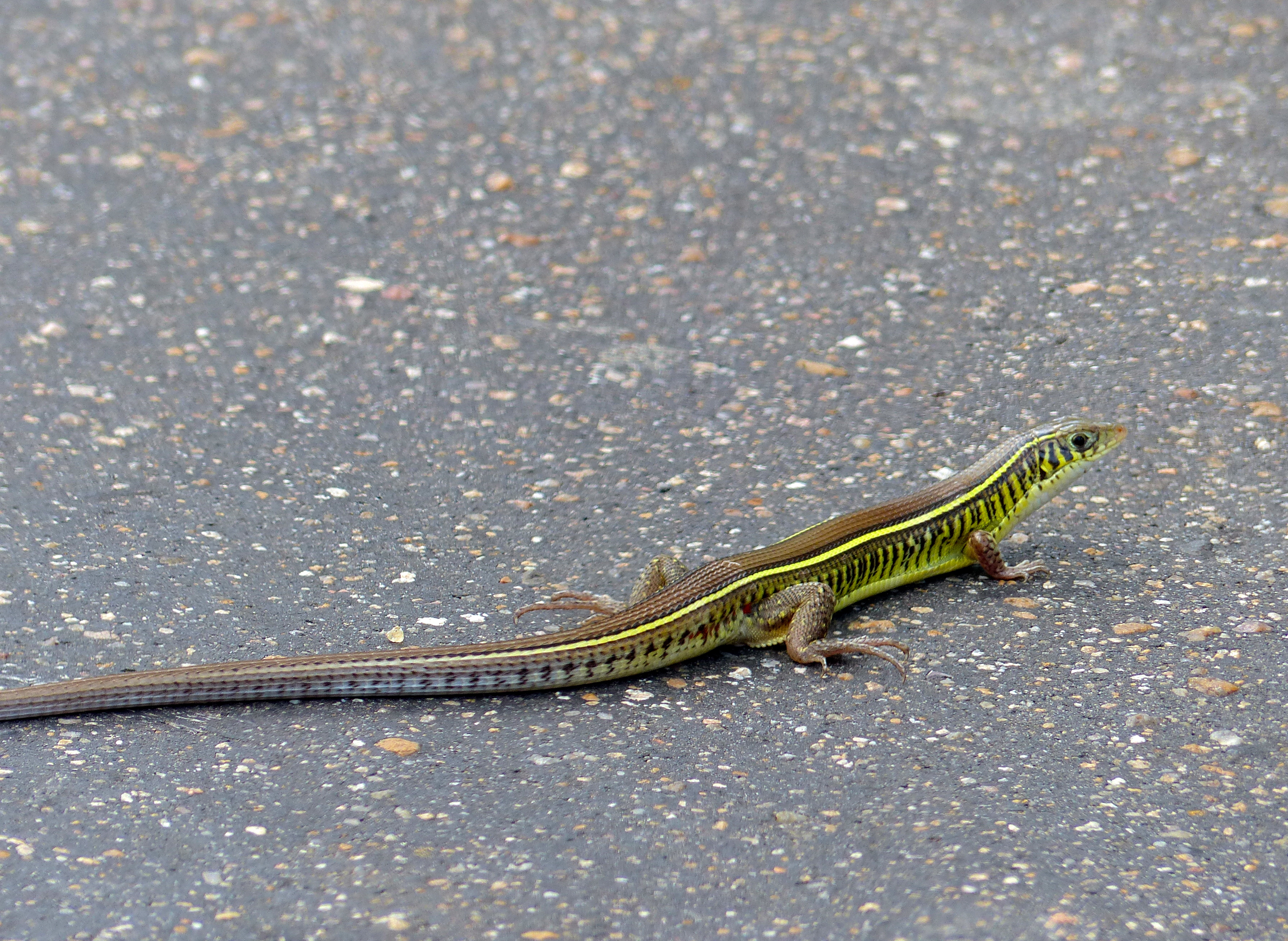
De juvenielen komen soms massaal voor en zijn te herkennen aan de gele strepen aan de flanken.

De geelkeelschildhagedis komt voor in het oostelijke en zuidelijke deel van Afrika. De soort komt voor in de landen Botswana, Ethiopië, Kenia, Malawi, Mozambique, Namibië, Somalië, Soedan, Swaziland, Tanzania, Zambia, Zimbabwe en Zuid-Afrika. De hagedis is aangepast aan de dorre en warme omstandigheden die hier heersen. De habitat bestaat uit vlakke, open graslanden, steppen en uitgestrekte savannen in vaak totale afwezigheid van water, behalve dauwdruppels die 's ochtends ontstaan en worden opgelikt.
De hagedis komt soms algemeen voor, met name de jonge dieren komen soms in grote aantallen voor. Ook in tuinen kan de hagedis worden aangetroffen. Hier wordt het dier niet snel opgewerkt omdat het zeer schuw en snel is en direct onder een steen vlucht bij gevaar.

## Levenswijze
De geelkeelschildhagedis soort is erg snel en schuw en wordt maar zelden waargenomen, ook leidt het dier een verborgen bestaan. De hagedis verstopt zich in zelfgegraven holen bij vegetatie zoals struikgewas en klimt ook wel in planten om te jagen maar is overwegend bodembewonend. De poten zijn niet speciaal aangepast om te graven, waarschijnlijk worden de holen na een regenbui gegraven als de grond nat is. Het voedsel bestaat uit kleine ongewervelden zoals insecten die overdag bejaagd worden.